# Юрюзань (станция)
Юрюза́нь — железнодорожная станция на линии Вязовая — Катав-Ивановск Южно-Уральской ЖД. По характеру выполняемой работы является промежуточной, по объему выполняемых работ отнесена к 5 классу.
Первоначально называлась Юрюзанский Завод. Переименована приказом МПС СССР в 1963 году.
Путевое развитие: 3 пути. Станция находится в кривой радиусом 350 м. Не электрифицирована. Прилегающие к станции перегоны: Юрюзань — Вязовая, Юрюзань — Красная Горка. Пассажирские устройства: низкая пассажирская платформа.
Движение пассажирских поездов прекращено с 2008 года.